# Пом Поко
Пом Поко (јап. 平成狸合戦ぽんぽこ, Heisei Tanuki Gassen Ponpoko) јапански је анимирани филм из 1994. године. Настао је у продукцији студија Гибли, док је режију вршио Исао Такахата. Прича прати ракунске псе, у јапанској митологији познате као тануки, који желе да сачувају свој дом од људске инвазије. Наслов филма асоцијација је на дечју песму у којој „пом поко“ представља звук који танукији праве тапкањем својих стомака.
У Србији, филм је 2008. године синхронизовао студио Призор. Премијерно је објављен на ДВД-ју. Наводно, Пом Поко је требало да буде у сету са филмовима Kiki's Delivery Service, My Neighbors the Yamadas, Nausicaä of the Valley of the Wind, Only Yesterday, и Whisper of the Heart, али пројекат није реализован.
Пом Поко је 1994. године освојио Маиничијеву филмску награду у категорији за најбољи анимирани филм. Исте године, био је кандидат за Оскар за најбољи међународни филм.

## Радња
На планини Тама, у близини Токија, живе бића мистичних моћи трансформације звани танукији. У Едо периоду њихова способност била је обожавана, али људи су од љубоморе поклали многе танукије, терајући их тако да се одрекну својих моћи. Стога, када је шездесетих година двадесетог века, људска рука одлучила да урбанизује њихов дом, танукији су морали изнова да науче како да се трансформишу. Сковали су дугогодишњи план у коме ће се њихова младунчад решити људи, било смицалицама или силом. Агресивнији међу њима, Гонта, жели да их убије, али остали танукији нису спремни да се одрекну људске хране. Ипак, он спроводи свој део плана и изазива пар трагичних инцидената који привремено обустављају рад на градилиштима. Али, људска упорност не зна за страх, и проблем се наставља. Мало мирнији тануки, Шокичи, заједно са својим пријатељима претвара се у духове и којекакве сподобе како би уплашио раднике и инвеститоре. И ово успева, али на кратко. 
У међувремену, танукији Тамасабуро и Бунта одлазе у потрагу за великим мајсторима. Тамасабуро успева у својој мисији, доводећи Гиобу, Хагеа и Кинчоа. Заједно, сви танукији на планини Тама трансформишу се у параду духова, злодуха и богова, и одлазе у град. Успевају да изненаде људе, али од силне енергије, мајстор Гиобу умире. Локални председник забавног парка узима заслуге за параду, али мештани нису убеђени, верујући да им богови шаљу поруку. Ипак, урбанизација се наставља. 
Мајстору Кинчоу прилази превртљива лисица звана Рутаро, која му открива да су људи поубијали и протерали већину лисица. Неколицина која је преживела трансфомрисала се у људе како би живела међу њима, док су оне без тих способности поцркале. Кинчо преноси идеју осталим танукијима, али нико не жели да је спроведе. Један од свештеника, Цуругами, шаље писмо новинарима како би их натерао да га саслушају. 
Те вечери, специјалци долазе на градилиште како би одстранили танукије који су се претворили у демонстранте. У том окршају гину Гонта и његови саборници. Мајстор Хаге, који је напунио 999 лета, одлучује да оде у загробни живот, и са собом одводи погинуле. Репортер долази да интервјуише танукије, успевајући да сними њихове способности, тако доказујући мештанима њихово незадовољство.
Градња се наставља, али људи опет поштују танукије. Они који могу да се трансформишу живе међу људима, док остали славе оно мало зеленила што им је остало.

## Улоге
| Улога                 | Јапански глас     | Српски глас     |
| --------------------- | ----------------- | --------------- |
| Шокичи                | Макото Нономура   | Бојан Лазаров   |
| Гонта                 | Шигеру Изумија    | Милан Чучиловић |
| Ороку                 | Ниџико Кијокава   | Јадранка Селец  |
| Свештеник Цуругами    | Косан Јанагија    | Србољуб Милин   |
| Сезамон               | Норихеј Мики      | Игор Дамњановић |
| Понкичи               | Хајашија Шозо IX  | Марко Марковић  |
| Тамасабуро            | Акира Камија      | Марко Марковић  |
| Бунта                 | Такехиро Мурата   | Марко Марковић  |
| Сасуке                | Мегуми Хајашибара | Јадранка Селец  |
| Рутаро                | Акира Фукузава    | Марко Марковић  |
| Окио                  | Јурико Ишида      | Мина Лазаревић  |
| Кинчо                 | Беичо Кацура      | Милан Чучиловић |
| Хаге                  | Беичо Кацура      | Игор Дамњановић |
| Гиобу                 | Ганосуке Ашија    | Србољуб Милин   |
| Отама                 | Јорије Јамашита   | Мина Лазаревић  |
| Хајаши                | Осаму Като        | Марко Марковић  |
| Кохару                | Јуми Курода       | Мина Лазаревић  |
| Приповедач            | Коконтеј Шинчо    | Бојан Лазаров   |
| Репортер              | (непознато)       | Игор Дамњановић |
| Водитељ вести (мушки) | Нарухито Игучи    | Марко Марковић  |